# Boarmia gratularia
Boarmia gratularia là một loài bướm đêm trong họ Geometridae.